# Vogtlandkreis
Vogtlandkreis là một huyện ở phía tây nam của Bang tự do Sachsen, Đức, at the borders to Thüringen, Bavaria, và Cộng hòa Séc. Các huyện giáp ranh (từ phía nam theo chiều kim đồng hồ) là: Hof, Saale-Orla, Greiz, Zwickau và Erzgebirgskreis. Plauen là trung tâm hành chính của huyện.

## Địa lý
Vogtlandkreis được đặt tên theo khu vực Vogtland. Huyện này tọa lạc ở Erzgebirge. Sông chính chảy qua khu vực là Weiße Elster.

## Thị xã và đô thị
| Thành phố | Đô thị | |
| --- | --- | --- |
| 1. Adorf 2. Auerbach 3. Bad Elster 4. Elsterberg 5. Falkenstein 6. Klingenthal 7. Lengenfeld 8. Markneukirchen 9. Mühltroff 10. Mylau 11. Netzschkau 12. Oelsnitz 13. Pausa 14. Plauen 15. Reichenbach im Vogtland 16. Rodewisch 17. Schöneck 18. Treuen | 1. Bad Brambach 2. Bergen 3. Bösenbrunn 4. Burgstein 5. Eichigt 6. Ellefeld 7. Erlbach 8. Grünbach 9. Hammerbrücke 10. Heinsdorfergrund 11. Leubnitz 12. Limbach 13. Mehltheuer 14. Morgenröthe-Rautenkranz 15. Mühlental | 1. Neuensalz 2. Neumark 3. Neustadt 4. Pöhl 5. Reuth 6. Steinberg 7. Syrau 8. Tannenbergsthal 9. Theuma 10. Tirpersdorf 11. Triebel 12. Weischlitz 13. Werda 14. Zwota |

¹ Có quyền thành phố nhưng được quản lý với Verwaltungsgemeinschaft